# Малюта Скуратов
Малюта Скуратов (истинско име Григорий Лукянович Скуратов-Белски) е руски държавен, военен и политически деец, един от ръководителите на опричнината, любим опричник и помощник на Иван Грозни. Годината и мястото му на раждане са неизвестни, но се знае, че умира на 1 януари 1573 г. Прозвището „Малюта“ (дребосъкът, малкият) получава заради ниския си ръст.

## Биография
Малюта произхожда от род на дребни дворяни. За първи път името му се споменава през 1567 г. в официалните анали при участието му в поход на Иван Грозни към Ливония като стотник в опричнинската войска. Първоначално заема най-ниския пост в опричнината – параклисиарх. Издигането му в редиците на опричниците започва, когато те поемат да се грижат за безопасността на царя и започват наказателни операции срещу едрото дворянство. Малюта се прочува с безпрекословното изпълнение на царските заповеди и бързо се издига в йерархията, ставайки част от личните приближени на Иван Грозни.
През 1568 г. в тверския манастир Отроч всеруският митрополит Филип е удушен лично от Скуратов по заповед на Иван Грозни.
Вероятно през 1569 г. Скуратов заема поста началник на опричната полиция, която се занимава с изтребление на враговете на царя. Същата година Иван Грозни му нарежда да арестува неговия братовчед княз Владимир Андреевич Старицки. Царят подозира братовчед си в симпатии към болярството и заговор за завземане на трона, въпреки липсата на каквито и да е доказателства за това. Главен обвинител на княз Старицки става царски готвач, който заявява, че са му дадени 50 рубли и отрова, с която да отрови царя. Готвачът не доживява датата на процеса – 9 октомври 1569 г., когато княз Старицки е осъден.
В края на 1569 г. Скуратов получава известие, че новгородският архиепископ Пимен и боляри искат да предадат Новгород и Псков на литовския княз. На 2 януари 1570 г. опричната армия обгражда Новгород. Градът е завзет и подложен на разграбване, а жителите му – на кланета.
През 1570 г. опричната армия наброява вече 6000 души и започва да представлява сериозна опасност не само за болярите, но и за самата царска власт. Тя се ръководи еднолично от Скуратов, който извършва редица промени в нейната структура, превръщайки я в истинска бойна сила, която бързо може да се придвижва от едно място на друго.
След новгородския поход Скуратов провежда процес срещу други видни опричници – Алексей Басманов, Фьодор Басманов и Афанасий Вяземски и др. Процесът се провежда на 25 юни 1570 г. на Червения площад и обвиняемите са 300 души. Иван Грозни помилва 184 души, но 116 осъжда. Лично Скуратов изпълнява част от наказанията. Именно той реже ухото на един от главните обвиняеми – Иван Висковатов, пазителя на държавния печат.
През пролетта на 1571 г. кримският хан Девлет-Гирей провежда разорителен поход в руските земи начело на 40-хилядна армия и достига до Москва, където разгромява малобройните руски части и се оттегля, убивайки около 60 000 души и отвличайки в плен още толкова. Царските войски, ангажирани с войната в Ливония, не успяват да се противопоставят на инвазията. Поради това Скуратов провежда процес срещу видни опричници и по негова заповед са обезглавени княз Михаил Черкаски и още трима войводи, неуспели да се противопоставят на нашествието.
През 1572 г. все повече опасяващият се от засилващите се позиции на опричниците Иван Грозни със свой указ слага край на опричнината, като дори забранява използването на тази дума под страх от наказание. Опричната войска е разпусната, но това не намалява влиянието на Скуратов върху обществения живот на Русия.
В началото на 1570-те години е изпратен в Латвия и Крим. През пролетта на 1572 г. Иван Грозни предприема поход срещу Швеция, в който взима участие и Скуратов като дворцов войвода и командир на полк.
Малюта Скуратов загива на 1 януари 1573 г. по време на щурм срещу крепостта Вайсенщайн, воден лично от него. По заповед на Иван Грозни трупът му е пренесен в Йосифо-Волокамския манастир, където е погребан до гроба на неговия баща. Царят дарява на манастира сумата от 150 рубли – повече, отколкото дава при погребението на своя брат Юри и на съпругата си Марфа. С царски указ свещениците са задължени да споменават името на Скуратов в литургиите си.. Царят лично определя пожизнена пенсия на вдовицата му, което е уникален случай за времето си.

## Семейство
След смъртта на втората съпруга на Иван Грозни Мария Темрюкова взима за жена Марфа Собакина, която е родственица на Скуратов. Малюта лично придружава Марфа до олтара по време на брачната церемония.
Скуратов няма мъжки наследници. Има 3 дъщери, които сключват династически бракове. Най-голямата се омъжва за княз Иван Глински, братовчед на царя. Средната, Мария, сключва брак с Борис Годунов, който впоследствие сяда на царския трон. Най-младата Екатерина се омъжва за Дмитрий Иванович Шуйски, брат на Василий Шуйски, станал по-късно цар.

## Място в изкуството
Малюта Скуратов има кратка епизодична роля в романа на Михаил Булгаков „Майстора и Маргарита“. На бала, организиран от Сатаната, Маргарита го зърва за миг сред поканените престъпници и убийци.
Фигурира и в романа на Алексей Толстой „Княз Серебрянов“.
Скуратов е един от главните герои в произведението на Константин Сергеевич Бадигин „Корсарите на Иван Грозни“.
В киното:
- „Иван Грозни“ – заснет 1944 г. от кинорежисьора Сергей Айзенщайн. Ролята на Скуратов се изпълнява от Михаил Жаров.
- „Цар Иван Грозни“ – заснет 1993 г. по мотиви от романа на А. Толстой „Княз Серебрянов“. Режисьор – Генади Василев. В ролята на Скуратов е Андрей Мартинов.
- „Цар“ – заснет 2009 г., режисьор Павел Лунгин. В ролята на Скуратов – Юрий Кузнецов.
- „Иван Грозни“ – сериал от 16 епизода, заснет от Андрей Ешпай. Ролята на Скуратов се изпълнява от Владимир Ковальов.